# カイル・ベネット
カイル・ベネット（Kyle Benntt、1979年9月25日 - 2012年10月14日）は、アメリカ合衆国・テキサス州、コンロー出身の元自転車競技（BMX）選手。

## 来歴
2002年
- BMX世界選手権 優勝

2003年
- BMX世界選手権 優勝

2007年
- BMX世界選手権 優勝

2012年10月14日、出身地のコンロ―で交通事故に遭い死去。33歳没。なお、国際自転車競技連合(UCI)は、当人の現役時代の登録番号である88を永久欠番とすることを決めた。